# 精華学園女子短期大学
精華学園女子短期大学（せいかがくえんじょしたんきだいがく）は、東京都新宿区柏木3-339において1966年以降に設置計画のあった日本の私立短期大学である。詳細は後述。

## 概要
- 東京都新宿区において設置される予定のあった日本の私立短期大学で、その計画元は学校法人精華学園。
- 1883年4月25日に開校した精華高等女学校を源流とし[注釈 1]、それを母体にまずは1965年10月には、翌年に短期大学の開学を目指すべく文部省[注 1]。に設置認可の申請を行っていた履歴がある[3]。しかし、開学には至らずその後、幾度となく再申請をする[注 2]。それでも実現せず、結局のところは日の目をみることがなかった[注 3]。

## 設置予定学科
- 英語英米文科 入学定員80名[注 4]